# (Let Me Be Your) Teddy Bear
"(Let Me Be Your) Teddy Bear" är en sång skriven av Kal Mann och Bernie Lowe, inspelad av Elvis Presley och utgiven på singel den 11 juni 1957.

## Medverkande
- Elvis Presley - sång, akustisk gitarr
- Bill Black - kontrabas
- D.J. Fontana - trummor
- Dudley Brooks - piano
- The Jordanaires - bakgrundssång
- Walter Scharf - producent
- Thorne Nogar - teknik

## Andra inspelningar
- Pat Boone på albumet Pat Boone Sings Guess Who?  (1963).
- Laurel Aitken på albumet Scandal in a Brixton Market (1969).
- Angelyne på albumet Angelyne (1982).
- Mud på albumet Les Grays Mud (1982)
- Tanya Tucker på samlingsalbumet It's Now or Never: The Tribute to Elvis (1994)
- ZZ Top på albumet XXX (1999).
- Donna Loren på EP-skivan Donna Does Elvis in Hawaii (2010).[1]
- The Residents på albumet The King & Eye (1989).

### Fotnoter
1. ↑  Albumrecensioner av Donna Loren’s ‘Love It Away’ och ‘Donna Does Elvis in Hawaii’, hämtdatum: 18 juni 2014